# チェ・ヨンジュン
チェ・ヨンジュン（韓: 최연준、英: Choi Yeonjun、1999年9月13日 - ）は、韓国の俳優、歌手であり、韓国の5人組男性アイドルグループ「TOMORROW X TOGETHER」の最年長メンバーである。大韓民国京畿道城南市出身。血液型はA型。BIGHIT MUSIC所属。

## 来歴

### デビュー前
1999年9月13日、大韓民国京畿道城南市盆唐区に生まれる。
2014年に韓国の芸能プロダクション「CUBEエンターテインメント」が開催したオーディションに合格し、練習生として入所するが、現在の所属事務所である「Big Hit Entertainment」が開催したオーディションに合格したため、移籍した。オーディションでの歌唱曲は、BTSの「Boy in Luv」。
Big Hit Entertainment練習生の頃は、月末テストのダンス、ボーカル、ラップのカテゴリーで常に1位を獲得していた。ヨンジュンを含む練習生2人が首位になったこともあったが、決して2位になることはなかったため、「BigHit伝説の練習生」とも呼ばれている。

### デビュー後

#### 2019年
2019年1月10日、TOMORROW X TOGETHERの結成が正式に発表された。翌日、個人イントロダクションフィルムがYouTubeで公開され、ヨンジュンはグループで最初に公開されたメンバーとなった。3月4日、『THE DREAM CHAPTER: STAR』をリリースし、正式にデビューした。
8月8日、Big Hit Entertainmentから当初8月に新しいアルバムをリリースする予定であったことが発表されたが、ヨンジュンが腰痛、スビンは流行性角結膜炎と診断を受けたため、9月に延期された。8月20日、テヒョンとヒュニンカイも流行性角結膜炎と診断されたため、新しいアルバムは9月から10月にリリース日がさらに変更されたことが発表された。最終的に10月21日に1stフルアルバム『THE DREAM CHAPTER: MAGIC』がリリースされた。

#### 2020年
4月17日、アメリカのシンガーソングライター・オーガスト・アルシーナの曲「Song Cry」をカバーし、公式SNSチャンネルを通じてサプライズ発表した。ヨンジュンが自身でカバー曲を公開するのは今回が初めてとなった。この曲のジャケット写真には、レコーディングルームで椅子に腰かけるヨンジュンの姿がモノクロトーンで写されたものが使用された。
5月18日に2ndミニアルバム『THE DREAM CHAPTER: ETERNITY』がリリースされ、収録曲「Fairy of Shampoo」のラップメイキングにヨンジュンが参加した。「Maze in the Mirror」では、メンバー全員が共同で作詞・作曲に参加した。

#### 2021年
1月12日、JTBCで放送された『恋はオン♡エアー中!〜Live on〜』の最終回にキム・ジヌ役としてサプライズ登場した。
2月17日、韓国のデザイナーブランド「ul:kin」のモデルとして「2021 F/Wニューヨークファッションウィーク」に参加した。世界的なコロナ禍のため、ショーはオンラインによってアンタクトで行われた。
2022年
4月3日、SBS人気歌謡（inkigayo)のMCに就任。
5月9日に4thミニアルバム『THURSDAY'S CHILD』がリリースされ、収録曲「Lonely Boy」のラップメイキングに参加した。

## 作品

### 配信曲
- Song Cry（2020年4月17日） - アメリカのシンガーソングライターであるオーガスト・アルシーナのカバー曲[12]
- Boy Friend（2024年9月1日）
- GGUM（2024年9月19日）

### 作詞・作曲
| 発表年 | タイトル                                  | 収録作品                           |
| ------ | ----------------------------------------- | ---------------------------------- |
| 2020年 | Fairy of Shampoo                          | THE DREAM CHAPTER: ETERNITY        |
| 2020年 | Maze in the Mirror                        | THE DREAM CHAPTER: ETERNITY        |
| 2020年 | Wishlist                                  | minisode1: Blue Hour               |
| 2021年 | What if I had been that PUMA              | The Chaos Chapter: FREEZE          |
| 2021年 | No Rules                                  | The Chaos Chapter: FREEZE          |
| 2021年 | Frost                                     | The Chaos Chapter: FREEZE          |
| 2021年 | LO$ER=LO♡ER                               | The Chaos Chapter: FIGHT OR ESCAPE |
| 2021年 | MOA Diary (Dubaddu Wari Wari)             | The Chaos Chapter: FIGHT OR ESCAPE |
| 2022年 | Good Boy Gone Bad                         | minisode 2: Thursday's Child       |
| 2022年 | Lonely Boy (The tattoo on my ring finger) | minisode 2: Thursday's Child       |
| 2022年 | Vally of Lies                             | 未収録                             |
| 2022年 | 君じゃない誰かの愛し方(Ring)              | SWEET                              |
| 2023年 | Happy Fools (feat. Coi Leray)             | The Name Chapter: TEMPTATION       |
| 2023年 | Tinnitus (Wanna be a rock)                | The Name Chapter: TEMPTATION       |
| 2023年 | Farewell, Neverland                       | The Name Chapter: TEMPTATION       |
| 2023年 | Growing Pain                              | The Name Chapter: FREEFALL         |
| 2023年 | Deep Down                                 | The Name Chapter: FREEFALL         |
| 2023年 | Happily Ever After                        | The Name Chapter: FREEFALL         |
| 2023年 | Blue Spring                               | The Name Chapter: FREEFALL         |
| 2024年 | I’ll See There Tomorrow                   | minisode 3: TOMORROW               |
| 2024年 | Miracle                                   | minisode 3: TOMORROW               |
| 2024年 | The killa(I Belong to You)                | minisode 3: TOMORROW               |
| 2024年 | Open Always Wins                          | 未収録                             |
| 2024年 | Heaven                                    | The Star Chapter: SANCTUARY        |
| 2024年 | Danger                                    | The Star Chapter: SANCTUARY        |

### 参加作品
- Blockbuster feat.YEONJUN of TOMORROW X TOGETHER（2021年10月12日）-『DIMENSION:DILEMMA』by ENHYPENに収録。
- Toutch (ft.YEONJUN of TOMORROW X TOGETHER)（2024年10月11日）

## 出演

### テレビドラマ
- 恋はオン♡エアー中!〜Live on〜（2021年、JTBC）キム・ジヌ役 - 最終回カメオ出演[15]

### 音楽番組
- 人気歌謡（2019年3月17日、SBS）スペシャルMC[19]
- Music Bank (2019年6月28日) スペシャルMC
- 人気歌謡  (2019年12月9日、SBS) スペシャルMC
- 人気歌謡（2022年4月3日〜、2024年4月14日SBS）MC

### モデル
- 2021 F/Wニューヨークファッションウィーク（2021年2月17日）- 韓国のデザイナーブランド「ul:kin」のモデルとして参加[20]